# Futbolista del año en Bosnia
Idol Nacije (Traducido al español: Ídolo de la nación) es una entrega de premios de fútbol celebrada en Bosnia-Herzegovina. Desde la temporada 2014-15 sólo premia a los jugadores que juegan en la Liga de Bosnia-Herzegovina, elegidos por la Federación de Fútbol de Bosnia y Herzegovina.
El show pasó a organizarse por la página web SportSport.ba y a emitirse por el canal NTV Hayat entre 2008 y 2013. Vedad Ibišević obtuvo el premio al mejor jugador ese primer año, Idol Nacije (Ídolo de la nación), la mayor distinción y además se amplió la lista de premiados a muchas más categorías. De 2009 a 2012, este galardón lo obtuvo consecutivamente Edin Džeko.
Para los premios de 2010 se decidió que el exjugador Muhamed Konjić nombraría a 10 jugadores para la selección del ganador del premio principal de mejor jugador del año. En 2008 Sergej Barbarez tuvo el honor de nombrar al ganador, mientras que Mehmed Baždarević recibió la tarea en 2009. En 2011, el formato del premio cambió ya que sería dado a mitad de año, al acabar cada temporada, y no a final de año como se había hecho hasta entonces.

## Ganadores del jugador del año

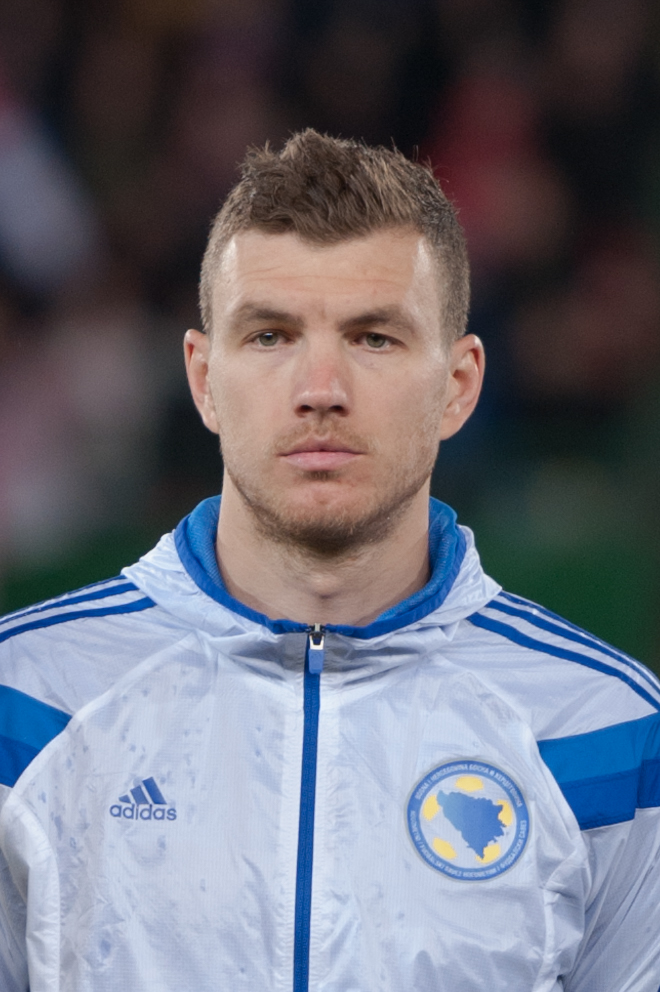
Edin Džeko ganó el premio Idol Nacije - Player of the Year tres veces consecutivas.

| Año     | Jugador             | Club                    |
| ------- | ------------------- | ----------------------- |
| 1996    | Meho Kodro          | CD Tenerife             |
| 1997    | Meho Kodro          | CD Tenerife             |
| 1998    | Elvir Baljić        | Fenerbahçe              |
| 1999    | Elvir Baljić        | Real Madrid             |
| 2000    | Hasan Salihamidžić  | Bayern Munich           |
| 2001    | Sergej Barbarez     | Hamburg                 |
| 2002    | Sergej Barbarez     | Hamburg                 |
| 2003    | Sergej Barbarez     | Hamburg                 |
| 2004    | Hasan Salihamidžić  | Bayern Munich           |
| 2005    | Hasan Salihamidžić  | Bayern Munich           |
| 2006    | Hasan Salihamidžić  | Bayern Munich           |
| 2007    | Zvjezdan Misimović  | Nürnberg                |
| 2008    | Vedad Ibišević      | Hoffenheim              |
| 2009    | Edin Džeko          | Wolfsburg               |
| 2010    | Edin Džeko          | Wolfsburg               |
| 2011-12 | Edin Džeko          | Manchester City         |
| 2012-13 | Asmir Begović       | Stoke City              |
| 2014-15 | Wagner Santos Lago  | NK Široki Brijeg        |
| 2015-16 | Zajko Zeba          | FK Sloboda Tuzla        |
| 2016-17 | Miroslav Stevanović | FK Željezničar Sarajevo |
| 2017-18 | Goran Zakarić       | FK Željezničar Sarajevo |
| 2018-19 | Mersudin Ahmetović  | FK Sarajevo             |

## Otros premios

### Otras Categorías 2018/2019
- Mejor portero de Futsal del año: Stanislav Galić (Mostar SG Staklorad)
- Mejor jugador de Futsal del año: Marijo Aladžić (Mostar SG Staklorad)
- Mejor portera de Bosnia del año: Elma Kundić (ŽNK Iskra)
- Mejor jugadora de Bosnia del año: Selma Kapetanović (SFK Sarajevo 2000)
- Premio al Juego Limpio: FK Krupa
- Entrenador del año: Husref Musemić (FK Sarajevo)
- Premio al máximo goleador del año:  Sulejman Krpić (16 goles en FK Željezničar Sarajevo)
- Portero del año en la Liga Bosnia: Vladan Kovačević (FK Sarajevo)
- Jugador del año en La liga Bosnia: Mersudin Ahmetović (FK Sarajevo)

### Otras Categorías 2017/2018
- Mejor portero de Futsal del año: Stanislav Galić (Mostar SG Staklorad)
- Mejor jugador de Futsal del año: Marijo Aladžić (Mostar SG Staklorad)
- Mejor portera de Bosnia del año: Almina Hodžić (SFK 2000 Sarajevo)
- Mejor jugadora de Bosnia del año: Valentina Šakotić (Radnik Bumerang)
- Premio al Juego Limpio: FK Krupa
- Entrenador del año: Blaž Slišković (HŠK Zrinjski Mostar)
- Premio al máximo goleador del año:  Miloš Filipović (16 goles en HŠK Zrinjski Mostar)
- Portero del año en la Liga Bosnia: Kenan Pirić (HŠK Zrinjski Mostar)
- Jugador del año en La liga Bosnia: Goran Zakarić (FK Željezničar Sarajevo)

### Otras Categorías 2016/2017
- Mejor portero de Futsal del año: Bahrudin Omerbegović (MNK Centar Sarajevo)
- Mejor jugador de Futsal del año: Marijo Aladžić (Mostar SG Staklorad)
- Mejor portera de Bosnia del año: Almina Hodžić (SFK 2000 Sarajevo)
- Mejor jugadora de Bosnia del año: Nikolina Milović (Radnik Bumerang)
- Premio al Juego Limpio: FK Radnik Bijeljina
- Entrenador del año: Mehmed Janjoš (FK Sarajevo)
- Premio al máximo goleador del año:  Ivan Lendrić (18 goles en FK Željezničar Sarajevo)
- Portero del año en la Liga Bosnia: Kenan Pirić (HŠK Zrinjski Mostar)
- Jugador del año en la Liga Bosnia: Miroslav Stevanović (FK Željezničar Sarajevo)

### Otras Categorías 2015/2016
- Mejor portero de Futsal del año: Bahrudin Omerbegović (MNK Centar Sarajevo)
- Mejor jugador de Futsal del año: Srđan Ivanković (Mostar SG Staklorad)
- Mejor portera de Bosnia del año: Almina Hodžić (SFK 2000 Sarajevo)
- Mejor jugadora de Bosnia del año: Armisa Kuč (SFK 2000 Sarajevo)
- Premio al Juego Limpio: Darko Obradović (Árbitro)
- Portero del año en la Liga Bosnia: Goran Karačić (HŠK Zrinjski Mostar)
- Jugador del año en la Liga Bosnia: Zajko Zeba (FK Sloboda Tuzla)

### Otras Categorías 2014/2015
- Mejor portero de Futsal del año: Bahrudin Omerbegović (MNK Centar Sarajevo)
- Mejor jugador de Futsal del año: Anel Radmilović (MNK Centar Sarajevo)
- Mejor portera de Bosnia del año: Envera Hasanbegović (SFK 2000 Sarajevo)
- Mejor jugadora de Bosnia del año: Armisa Kuč (SFK 2000 Sarajevo)
- Premio al Juego Limpio: Dženis Beganović (FK Željezničar Sarajevo)
- Best goalkeeper of Premier League: Ratko Dujković (HŠK Zrinjski Mostar)
- Jugador del año en la Liga Bosnia: Wagner Santos Lago (NK Široki Brijeg)

### Otras Categorías 2012/2013

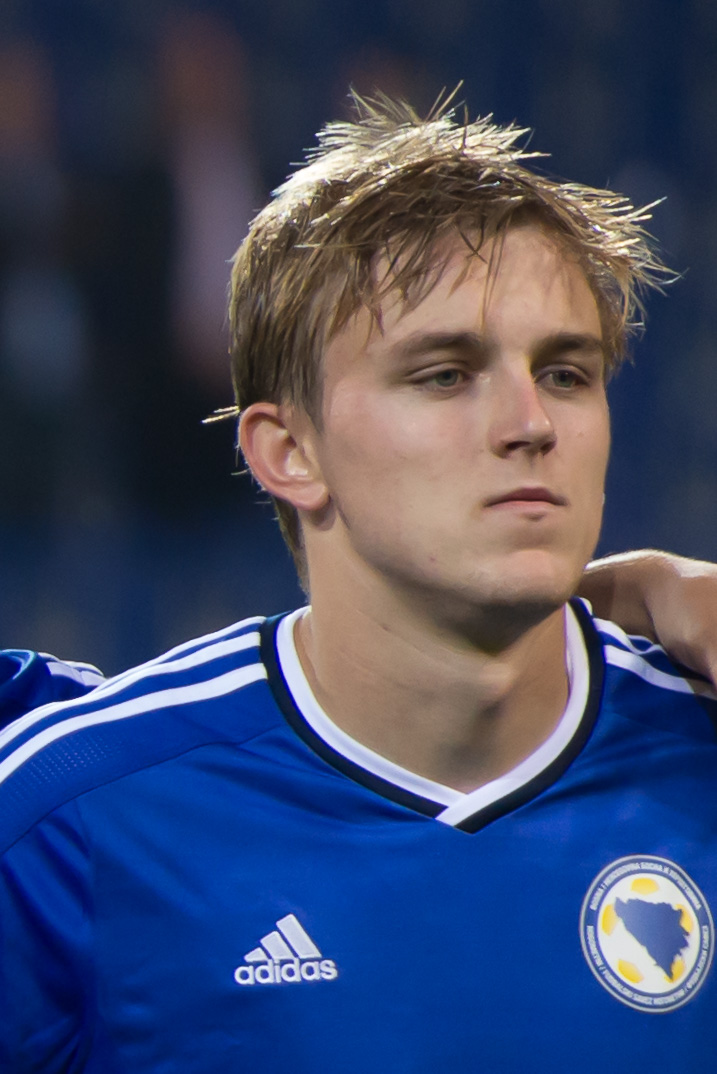
Nermin Zolotić: Jugador joven de la temporada 2012/13

- Jugador del año en la Liga Bosnia: Saša Kajkut,  Čelik Zenica
- Entrenador del año: Safet Sušić,  Selección de fútbol de Bosnia-Herzegovina
- Entrenador del año en la Liga Bosnia: Amar Osim,  Željezničar Sarajevo
- Jugador extranjero del año en la Liga Bosnia: Miloš Vidović, from  Serbia, Olimpik Sarajevo
- Portero del año en la Liga Bosnia: Dejan Bandović,  FK Sarajevo
- Club bosnio mejor organizado:  NK Široki Brijeg
- Árbitro del año: Elmir Pilav
- Jugador Sub-21 del año: Sead Kolašinac,  Schalke 04
- Jugador Sub-19 del año: Armin Hodžić,  Željezničar Sarajevo
- Jugador Sub-17 del año: Samir Radovac,  FK Sarajevo
- Jugador de Futsal del año: Slaven Novoselac
- Jugadora del año: Amira Spahić,  2000 Sarajevo
- Trabajador de fútbol del año: Elvedin Begić,  Asociación de fútbol de Bosnia y Herzegovina
- Mejor fichaje del año: Sead Kolašinac,  Schalke 04
- Jugador joven del año en la Liga Bosnia: Nermin Zolotić,  Željezničar Sarajevo
- Portero del año: Asmir Begović,  Stoke City

### Otras Categorías 2011/2012
- Jugador del año en la Liga Bosnia: Zajko Zeba, Željezničar Sarajevo
- Entrenador del año: Amar Osim, Željezničar Sarajevo
- Entrenador del año en la Liga Bosnia: Amar Osim, Željezničar Sarajevo
- Jugador extranjero del año en la Liga Bosnia: Vedran Ješe, de Croacia, Široki Brijeg
- Portero del año en la Liga Bosnia: Adnan Guso, Željezničar Sarajevo
- Club Bosnio mejor organizado: NK Široki Brijeg
- Árbitro del año: Elmir Pilav
- Jugador Sub-21 del año: Miroslav Stevanović, FK Vojvodina
- Jugador Sub-19 del año: Nermin Zolotić, Željezničar Sarajevo
- Jugador Sub-17 del año: Semir Musić, FK Sloboda Tuzla
- Jugador de Futsal del año: Alen Lalić
- Jugadora del año: Amira Spahić, 2000 Sarajevo
- Jugador más trabajador del año: Dino Selimović, FK Sarajevo
- Mejor fichaje: Mario Kvesić, NK Široki Brijeg
- Jugador joven del año en la Liga Bosnia: Josip Kvesić, Željezničar Sarajevo
- Portero del año: Asmir Begović, Stoke City

### Otras Categorías 2010
- Jugador del año en la Liga Bosnia: Vule Trivunović, Borac Banja Luka
- Entrenador del año: Vahid Halilhodžić, Dinamo Zagreb
- Entrenador del año en la Liga Bosnia: Amar Osim, Željezničar
- Jugador extranjero del año en la Liga Bosnia: Wagner Santos Lago, de Brasil, Široki Brijeg
- Portero del año en la Liga Bosnia: Ibrahim Šehić, Željezničar
- Club Bosnio mejor organizado: Olimpic Sarajevo
- Árbitro del año: Radosav Vukasović
- Jugador Sub-21 del año: Muhamed Subašić, Olimpic Sarajevo
- Jugador Sub-19 del año: Amer Bekić, FK Sloboda Tuzla
- Jugador Sub-17 del año: Armin Hodžić, Željezničar
- Jugador de Futsal del año: Nijaz Mulahmetović, Orlić Sarajevo
- Jugadora del año: Alisa Spahić, 2000 Sarajevo
- Jugador más trabajador del año: Nijaz Brković, Željezničar
- Mejor fichaje: Muhamed Bešić, Hamburger SV
- Jugador joven del año en la Liga Bosnia: Edin Višća, Željezničar
- Portero del año: Asmir Begović, Stoke City

### Otras Categorías 2009
- Jugador del año en la Liga Bosnia: Amer Osmanagić, Velež Mostar
- Entrenador del año: Miroslav Blažević, Bosnia y Herzegovina
- Entrenador del año en la Liga Bosnia: Abdulah Ibraković, Velež Mostar
- Jugador extranjero del año en la Liga Bosnia: Juan Manuel Varea, de Argentina, Široki Brijeg
- Portero del año en la Liga Bosnia: Muhamed Alaim, Sarajevo
- Club Bosnio mejor organizado: Široki Brijeg
- Árbitro del año: Rusmir Mrković
- Jugador Sub-21 del año: Ermin Zec, Šibenik
- Jugador Sub-19 del año: Haris Seferović, Fiorentina
- Jugador Sub-17 del año: Safet Šivšić, Dinamo Zagreb
- Jugador de Futsal del año: Nijaz Mulahmetović, Orlić Sarajevo
- Jugadora del año: Aída Hadžić, 2000 Sarajevo
- Jugador más trabajador del año: Zlatan Jelić, Široki Brijeg

### Otras Categorías 2008
- Jugador del año en la Liga Bosnia: Velibor Đurić, Zrinjski Mostar
- Entrenador del año: Mehmed Baždarević, Grenoble Foot 38
- Jugador extranjero del año en la Liga Bosnia: Darko Spalević, de Serbia, Slavija
- Portero del año en la Liga Bosnia: Denis Mujkić, Jedinstvo Bihać
- Club Bosnia mejor organizado: Široki Brijeg
- Árbitro del año: Novo Panić
- Jugador Sub-21 del año: Semir Štilić, Lech Poznań
- Jugador Sub-19 del año: Haris Handžić, Sarajevo
- Jugador Sub-17 del año: Dženan Durak, Freiburg
- Jugador de Futsal del año: Alen Lalić, Potpićan 98
- Jugadora del año: Lidija Kulis, 2000 Sarajevo
- Equipo más trabajador del año: Zlatan Jelić, Široki Brijeg
- Grupo de fanes del año: The Maniacs (FK Željezničar Sarajevo)